# 小倉南區
小倉南区（日语：／ Kokuraminami ku */?）是位於北九州市東南部的行政区，面積占全市面積的35％，為全市面積最廣的一區。轄區內人口占全市的2成，主要集中在北側的城野地區及下曾根地區週邊的住宅區。

## 歷史

### 年表
- 1889年4月1日：實施町村制，現在的轄區在當時分屬：企救郡城野村、東紫村、中谷村、西谷村、曾根村、霧岳村、芝津村、朽網村、東谷村。[2]
- 1907年6月1日：
  - 城野村和東紫村合併為企救村。
  - 曾根村、霧岳村、芝津村、朽網村合併為曾根村。
- 1917年10月1日：企救村改制為企救町。
- 1934年4月1日：曾根村改制為曾根町。
- 1937年9月1日：企救町被併入小倉市
- 1941年4月1日：中谷村和西谷村被併入小倉市。
- 1942年5月15日：曾根町被併入小倉市。
- 1948年9月10日：東谷村被併入小倉市。
- 1963年2月10日：小倉市與門司市、戶畑市、八幡市、若松市合併為北九州市。
- 1963年4月1日：北九州市成為政令指定都市，同時設置小倉區。
- 1974年4月1日：北九州市進行行政區重劃，小倉區被分割為小倉北區與小倉南區。

## 交通

### 機場
- 北九州機場

### 鐵路
- 九州旅客鐵道
  - 日豐本線：城野車站 - 安部山公園車站 - 下曾根車站 - 朽網車站
  - 日田彥山線：城野車站 - 石田車站 - 志井公園車站 - 志井車站 - 石原町車站 - 呼野車站
- 北九州高速鐵道
  - 小倉線：城野車站 - 北方車站 - 競馬場前車站 - 守恒車站 - 德力公團前車站 - 德力嵐山口車站 - 志井車站 - 企救丘車站

|  |  |
|  |  |

#### 已停駛路線
- 西日本鐵道
  - 北九州線：已於1980年11月2日停駛

## 教育

### 大學
- 北九州市立大學北方校區

### 高等專門學校
- 北九州工業高等專門學校

### 高等學校
- 福岡縣立北九州高等學校
- 福岡縣立小倉東高等學校
- 福岡縣立小倉南高等學校
- 福岡縣立小倉商業高等學校
- 常磐高等學校
- 福岡縣立小倉西高等學校
- 福岡縣立小倉高等學校
- 福岡縣立戶畑高等學校

### 特殊學校
- 北九州市立小倉南特別支援學校